# 東京サントリーサンゴリアス

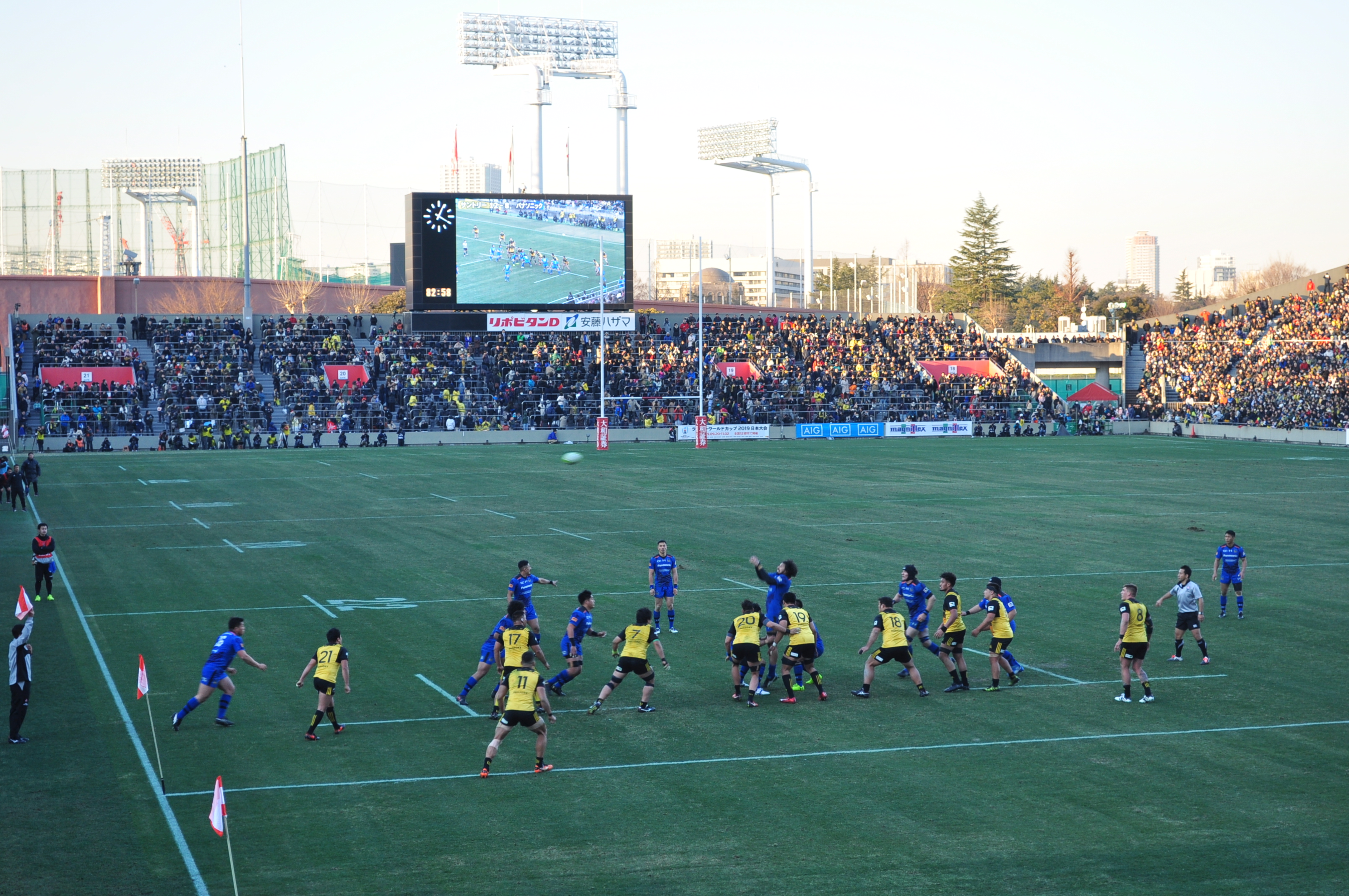
第55回日本選手権大会優勝（秩父宮ラグビー場 2018年1月13日撮影）

東京サントリーサンゴリアス（英: Tokyo Suntory Sungoliath）は、東京都港区、府中市、調布市、三鷹市をホストエリアとしてジャパンラグビーリーグワンに所属しているラグビーチームである。略称は「東京SG」、練習グラウンドはサントリー府中スポーツセンター。

## 概要
1980年創部。前身となるラグビー同好会は1970年頃から活動しており、1976年から関東社会人リーグ（3部）に参加している。
全国社会人大会には1985年度に初出場。以降、最後の大会となる2002年度までの18年間で、16回出場（歴代17位タイ）、優勝3回（歴代6位タイ）、準優勝3回（歴代5位タイ）、通算58試合（歴代9位）、通算39勝（歴代9位）という成績を残した。
チーム名の由来は、サントリーの“サン”、太陽の“Sun”、巨人の"ゴリアス (Goliath)"から。「ゴリアス」は巨人・ゴリアテを意味する。チームカラーはイエロー。マスコットはゴリラのサンゴリアス君で「タフネス」「テンダー」「スピリチュアル」を象徴している。
2012 - 2013シーズンは、トップリーグ初となるレギュラーシーズン、プレーオフを通しての全勝（15連勝）で優勝を飾った。日本選手権でも優勝し、シーズン無敗で2冠を達成した。
7人制でもジャパンセブンズ優勝3回、YC&AC JAPAN SEVENS優勝1回の強豪である。
2021年7月16日、新リーグジャパンラグビーリーグワンの1部リーグに振り分けされることになった。

## 歴史
- 1970年頃 - 前身となるラグビー同好会が活動開始[1]
- 1976年 - 関東社会人リーグ（3部）に初参加[2]
- 1980年 - 正式にラグビー部として創部
- 1982年 - 関東社会人リーグ1部に昇格
- 1988年 - 東日本社会人リーグに参加
- 1989年 - 東日本社会人リーグ初優勝
- 1995年 - 全国社会人大会初優勝、日本選手権初優勝
- 2003年 - トップリーグに参加
- 2007年 - トップリーグ（マイクロソフトカップ）初優勝
- 2021年 - 東芝ブレイブルーパス東京と共に府中市・調布市・三鷹市との連携協定締結[5]
- 2022年5月 - ジャパンラグビーリーグワン1部レギュラーシリーズにおいて、14勝（不戦敗2）で1位となった[6]。続くプレーオフトーナメント決勝で、2位の埼玉パナソニックワイルドナイツに12-18[7] で破れ、準優勝となった。
- 2025年5月 - ジャパンラグビーリーグワン2024-25でリーグ戦6位となりプレーオフに出場。準々決勝でS東京ベイに敗れて準々決勝敗退。

## タイトル
全国大会
- 日本選手権 - 優勝: 8回 (1995, 2000[注 1], 2001, 2010, 2011, 2012, 2016, 2017[注 2])
- 全国社会人大会 - 優勝: 3回 (1995[注 3], 2001, 2002)

最上位リーグ
- トップリーグ - 優勝: 5回 (2007[注 4], 2011, 2012, 2016, 2017) ※歴代最多
- 東日本社会人リーグ - 優勝: 6回 (1989, 1997[注 5], 1998[注 6], 2000, 2001, 2002)

7人制大会
- ジャパンセブンズ - 優勝: 3回 (1994, 2000, 2001) ※歴代最多
- YC&AC JAPAN SEVENS - 優勝: 1回 (1984)

## 成績

### 全国社会人大会戦績
| 回 | 年度 | 地区   | 成績           | 試 | 勝 | 分 | 敗 | 得  | 失  | 差  | 備考                                                                                 |
| -- | ---- | ------ | -------------- | -- | -- | -- | -- | --- | --- | --- | ------------------------------------------------------------------------------------ |
| 38 | 1985 | 東京   | ベスト8        | 2  | 1  | 0  | 1  | 44  | 21  | 23  | サントリーのチーム名で出場                                                           |
| 40 | 1987 | 東京   | ベスト8        | 2  | 1  | 0  | 1  | 33  | 77  | -44 |                                                                                      |
| 41 | 1988 | 東日本 | ベスト8        | 2  | 1  | 0  | 1  | 29  | 31  | -2  |                                                                                      |
| 42 | 1989 | 東日本 | 準優勝         | 4  | 3  | 0  | 1  | 136 | 53  | 83  |                                                                                      |
| 43 | 1990 | 東日本 | ベスト4        | 3  | 2  | 0  | 1  | 71  | 46  | 25  |                                                                                      |
| 44 | 1991 | 東日本 | ベスト8        | 2  | 1  | 0  | 1  | 31  | 31  | 0   |                                                                                      |
| 46 | 1993 | 東日本 | ベスト8        | 2  | 1  | 0  | 1  | 56  | 37  | 19  |                                                                                      |
| 47 | 1994 | 東日本 | ベスト8        | 2  | 1  | 0  | 1  | 93  | 40  | 53  |                                                                                      |
| 48 | 1995 | 東日本 | 優勝           | 6  | 3  | 2  | 1  | 254 | 121 | 133 | 準々決勝は引分（トライ数で上位進出） 両チーム優勝 日本選手権に出場（トライ数による） |
| 49 | 1996 | 東日本 | ベスト4        | 5  | 3  | 1  | 1  | 184 | 121 | 63  |                                                                                      |
| 50 | 1997 | 東日本 | 準優勝         | 6  | 5  | 0  | 1  | 196 | 80  | 116 | 日本選手権に出場                                                                     |
| 51 | 1998 | 東日本 | 準優勝         | 6  | 4  | 1  | 1  | 313 | 108 | 205 | 準決勝は引分（トライ数で上位進出） 日本選手権に出場                                  |
| 52 | 1999 | 東日本 | 予選プール敗退 | 3  | 1  | 0  | 2  | 81  | 124 | -43 |                                                                                      |
| 53 | 2000 | 東日本 | ベスト4        | 3  | 2  | 0  | 1  | 140 | 71  | 69  | 日本選手権に出場                                                                     |
| 54 | 2001 | 東日本 | 優勝           | 4  | 4  | 0  | 0  | 318 | 77  | 241 | 日本選手権に出場                                                                     |
| 55 | 2002 | 東日本 | 優勝           | 6  | 6  | 0  | 0  | 323 | 126 | 197 | 日本選手権に出場                                                                     |

### リーグ戦戦績

#### トップリーグ創設以前
| 年度 | 所属リーグ             | Div. | 順位 | 試合 | 勝利 | 引分 | 敗戦 | 得点 | 失点 | 得失差 | 備考                                  |
| ---- | ---------------------- | ---- | ---- | ---- | ---- | ---- | ---- | ---- | ---- | ------ | ------------------------------------- |
| 1976 | 関東社会人リーグ 3部-G | 3部  | 6位  | 6    | 1    | 0    | 5    | ≥18  | ≥142 | 不明   | 同率6位 2試合のスコア不明             |
| 1977 | 関東社会人リーグ 3部-H | 3部  | 6位  | 6    | 0    | 1    | 5    | ≥16  | ≥198 | 不明   | 同率6位 1試合のスコア不明             |
| 1978 | 関東社会人リーグ 3部-B | 3部  | 4位  | 4    | 1    | 0    | 3    | ≥0   | ≥92  | 不明   | 2試合のスコア不明                     |
| 1979 | 関東社会人リーグ 3部-H | 3部  | 3位  | 4    | 2    | 0    | 2    | ≥57  | ≥75  | 不明   | 1試合のスコア不明                     |
| 1980 | 関東社会人リーグ 3部-P | 3部  | 1位  | 5    | 5    | 0    | 0    | ≥239 | ≥0   | 不明   | 2試合のスコア不明                     |
| 1981 | 関東社会人リーグ 2部-B | 2部  | 1位  | 6    | 6    | 0    | 0    | 374  | 22   | 352    |                                       |
| 1982 | 関東社会人リーグ 1部-A | 1部  | 3位  | 5    | 3    | 0    | 2    | 105  | 81   | 24     |                                       |
| 1983 | 関東社会人リーグ 1部-A | 1部  | 2位  | 5    | 3    | 1    | 1    | 91   | 61   | 30     |                                       |
| 1984 | 関東社会人リーグ 1部-B | 1部  | 2位  | 5    | 4    | 0    | 1    | 140  | 88   | 52     |                                       |
| 1985 | 関東社会人リーグ 1部-A | 1部  | 1位  | 5    | 4    | 0    | 1    | 100  | 70   | 30     | 3チーム同率1位 優勝決定戦に進出できず |
| 1986 | 関東社会人リーグ 1部-B | 1部  | 1位  | 5    | 4    | 0    | 1    | 97   | 50   | 47     | 同率1位 優勝決定戦でリコーに敗戦      |
| 1987 | 関東社会人リーグ 1部-B | 1部  | 1位  | 5    | 5    | 0    | 0    | 248  | 33   | 215    | 優勝決定戦で三洋東京に敗戦            |
| 1988 | 東日本社会人リーグ     | 1部  | 3位  | 7    | 4    | 0    | 3    | 180  | 188  | -8     | 3チーム同率3位                        |
| 1989 | 東日本社会人リーグ     | 1部  | 優勝 | 7    | 7    | 0    | 0    | 242  | 75   | 167    |                                       |
| 1990 | 東日本社会人リーグ     | 1部  | 3位  | 7    | 4    | 1    | 2    | 239  | 135  | 104    |                                       |
| 1991 | 東日本社会人リーグ     | 1部  | 3位  | 7    | 4    | 0    | 3    | 185  | 208  | -23    |                                       |
| 1992 | 東日本社会人リーグ     | 1部  | 5位  | 7    | 3    | 0    | 4    | 242  | 215  | 27     | 同率5位                               |
| 1993 | 東日本社会人リーグ     | 1部  | 2位  | 7    | 5    | 0    | 2    | 211  | 106  | 105    | 同率2位                               |
| 1994 | 東日本社会人リーグ     | 1部  | 3位  | 7    | 5    | 0    | 2    | 206  | 138  | 68     |                                       |
| 1995 | 東日本社会人リーグ     | 1部  | 3位  | 7    | 4    | 0    | 3    | 225  | 111  | 114    | 同率3位                               |
| 1996 | 東日本社会人リーグ     | 1部  | 3位  | 7    | 5    | 0    | 2    | 305  | 148  | 157    |                                       |
| 1997 | 東日本社会人リーグ     | 1部  | 優勝 | 7    | 6    | 0    | 1    | 257  | 151  | 106    | 東芝府中と同率優勝                    |
| 1998 | 東日本社会人リーグ     | 1部  | 優勝 | 7    | 6    | 0    | 1    | 374  | 200  | 174    | 三洋電機と同率優勝                    |
| 1999 | 東日本社会人リーグ     | 1部  | 3位  | 7    | 5    | 0    | 2    | 264  | 151  | 113    | 同率3位                               |
| 2000 | 東日本社会人リーグ     | 1部  | 優勝 | 7    | 7    | 0    | 0    | 432  | 160  | 272    |                                       |
| 2001 | 東日本社会人リーグ     | 1部  | 優勝 | 7    | 7    | 0    | 0    | 478  | 108  | 370    |                                       |
| 2002 | 東日本社会人リーグ     | 1部  | 優勝 | 7    | 7    | 0    | 0    | 496  | 186  | 310    |                                       |

#### トップリーグ
| シーズン  | 所属リーグ   | Div. | 順位 | 試合 | 勝利 | 引分 | 敗戦 | 得点 | 失点 | 得失差 | 勝点 | 結果                                                                 | カップ戦                      | 日本選手権 | 監督                 | 主将       |
| --------- | ------------ | ---- | ---- | ---- | ---- | ---- | ---- | ---- | ---- | ------ | ---- | -------------------------------------------------------------------- | ----------------------------- | ---------- | -------------------- | ---------- |
| 2003-2004 | トップリーグ | 1部  | 4位  | 11   | 8    | 0    | 3    | 408  | 265  | 143    | 42   | リーグ戦：4位                                                        | マイクロソフトカップ：ベスト8 | ベスト8    | 永友洋司             | 早野貴大   |
| 2004-2005 | トップリーグ | 1部  | 8位  | 11   | 4    | 0    | 7    | 307  | 282  | 25     | 24   | リーグ戦：8位                                                        | マイクロソフトカップ：ベスト8 |            | 永友洋司             | 早野貴大   |
| 2005-2006 | トップリーグ | 1部  | 6位  | 11   | 6    | 0    | 5    | 308  | 241  | 67     | 32   | リーグ戦：6位                                                        | マイクロソフトカップ：準優勝  |            | 永友洋司             | 田中澄憲   |
| 2006-2007 | トップリーグ | 1部  | 2位  | 13   | 11   | 0    | 2    | 545  | 161  | 384    | 56   | リーグ戦：2位 プレーオフトーナメント：準優勝                         |                               | ベスト4    | 清宮克幸             | 山下大悟   |
| 2007-2008 | トップリーグ | 1部  | 優勝 | 13   | 10   | 1    | 2    | 453  | 229  | 224    | 53   | リーグ戦：2位 プレーオフトーナメント：優勝                           |                               | 準優勝     | 清宮克幸             | 山下大悟   |
| 2008-2009 | トップリーグ | 1部  | 3位  | 13   | 10   | 0    | 3    | 482  | 298  | 184    | 51   | リーグ戦：3位 プレーオフトーナメント：ベスト4                        |                               | 準優勝     | 清宮克幸             | 山下大悟   |
| 2009-2010 | トップリーグ | 1部  | 3位  | 13   | 11   | 2    | 0    | 570  | 195  | 375    | 58   | リーグ戦：2位 プレーオフトーナメント：ベスト4                        |                               | ベスト16   | 清宮克幸             | 佐々木隆道 |
| 2010-2011 | トップリーグ | 1部  | 2位  | 13   | 10   | 0    | 3    | 543  | 251  | 292    | 50   | リーグ戦：4位 プレーオフトーナメント：準優勝                         |                               | 優勝       | エディー・ジョーンズ | 竹本隼太郎 |
| 2011-2012 | トップリーグ | 1部  | 優勝 | 13   | 12   | 0    | 1    | 512  | 278  | 234    | 57   | リーグ戦：1位 プレーオフトーナメント：優勝                           |                               | 優勝       | エディー・ジョーンズ | 竹本隼太郎 |
| 2012-2013 | トップリーグ | 1部  | 優勝 | 13   | 13   | 0    | 0    | 481  | 258  | 223    | 63   | リーグ戦：1位 プレーオフトーナメント：優勝                           |                               | 優勝       | 大久保直弥           | 真壁伸弥   |
| 2013-2014 | トップリーグ | 1部  | 2位  | 7    | 6    | 0    | 1    | 245  | 110  | 135    | 30   | リーグ戦：1stステージ・プールA・1位                                  |                               | ベスト4    | 大久保直弥           | 真壁伸弥   |
| 2013-2014 | トップリーグ | 1部  | 2位  | 7    | 6    | 0    | 1    | 261  | 169  | 92     | 32   | リーグ戦：2ndステージ・グループA・2位 プレーオフトーナメント：準優勝 |                               | ベスト4    | 大久保直弥           | 真壁伸弥   |
| 2014-2015 | トップリーグ | 1部  | 5位  | 7    | 6    | 0    | 1    | 202  | 137  | 65     | 28   | リーグ戦：1stステージ・プールB・2位                                  |                               | 準優勝     | 大久保直弥           | 真壁伸弥   |
| 2014-2015 | トップリーグ | 1部  | 5位  | 7    | 5    | 0    | 2    | 171  | 157  | 14     | 26   | リーグ戦：2ndステージ・グループA・5位                                |                               | 準優勝     | 大久保直弥           | 真壁伸弥   |
| 2015-2016 | トップリーグ | 1部  | 9位  | 7    | 4    | 0    | 3    | 227  | 148  | 79     | 21   | リーグ戦：プールA・5位 順位決定トーナメント：9位                     | プレシーズンリーグ：準優勝    |            | アンディ・フレンド   | 真壁伸弥   |
| 2016-2017 | トップリーグ | 1部  | 優勝 | 15   | 15   | 0    | 0    | 563  | 184  | 379    | 69   | リーグ戦：1位                                                        |                               | 優勝       | 沢木敬介             | 流大       |
| 2017-2018 | トップリーグ | 1部  | 優勝 | 13   | 12   | 0    | 1    | 450  | 180  | 270    | 55   | リーグ戦：レッドカンファレンス・1位 総合順位決定トーナメント：優勝   |                               | 優勝       | 沢木敬介             | 流大       |
| 2018-2019 | トップリーグ | 1部  | 2位  | 7    | 6    | 0    | 1    | 239  | 164  | 75     | 26   | リーグ戦：レッドカンファレンス・2位 総合順位決定トーナメント：準優勝 | トップリーグカップ：準優勝    | 準優勝     | 沢木敬介             | 流大       |
| 2020      | トップリーグ | 1部  | －   | －   | －   | －   | －   | －   | －   | －     | －   | 大会中止                                                             | トップリーグカップ：ベスト4   |            | ミルトン・ヘイグ     | 垣永真之介 |
| 2021      | トップリーグ | 1部  | 2位  | 7    | 7    | 0    | 0    | 420  | 129  | 291    | 34   | リーグ戦：レッドカンファレンス・1位 プレーオフトーナメント：準優勝   |                               | 準優勝     |                      |            |

#### JAPAN RUGBY LEAGUE ONE
| シーズン | DIVISION  | 最終順位 | リーグ順位   | 試合数 | 勝点 | 勝 | 分 | 負 | 得点 | 失点 | 得失差 | プレーオフ                    | 備考                        |
| -------- | --------- | -------- | ------------ | ------ | ---- | -- | -- | -- | ---- | ---- | ------ | ----------------------------- | --------------------------- |
| 2022     | DIVISION1 | 2位      | 1位/12チーム | 16     | 66   | 14 | 0  | 2  | 577  | 286  | 291    | 2位/4チーム (決勝で敗戦)      | [ 9 ] [ 10 ]                |
| 2022-23  | DIVISION1 | 4位      | 3位/12チーム | 16     | 55   | 12 | 0  | 4  | 529  | 325  | 204    | 4位/4チーム (3位決定戦で敗戦) | [ 11 ] [ 12 ]               |
| 2023-24  | DIVISION1 | 3位      | 3位/12チーム | 16     | 50   | 10 | 1  | 5  | 584  | 425  | 159    | 3位/4チーム (3位決定戦勝利)   | [ 13 ] [ 14 ] [ 15 ] [ 16 ] |
| 2023-24  | DIVISION1 | 5位      | 6位/12チーム | 18     | 40   | 8  | 2  | 8  | 542  | 568  | -26    | 5位/6チーム (準々決勝敗退)    | [ 17 ]                      |

## 2024-25シーズンの順位
| \| \| JAPAN RUGBY LEAGUE ONE 2024-25 順位表（2025年6月1日時点）出典：[18][19] \| 編集 \| | | | | | | | | | | | | | | | | | |
| リーグ戦 順位 | カンファレンス | チーム | 試合数 | 勝ち点 | 勝 | 分 | 負 | 得点 | 失点 | 得失点差 | T | G | PG | DG | 反則数 | プレーオフ (PO) / 入替戦 | 結果 |
| 優勝 | A | 東芝ブレイブルーパス東京 | 18 | 71 | 15 | 1 | 2 | 741 | 480 | 261 | 110 | 91 | 3 | 0 | 182 | 第13節でPO進出決定 | 優勝 |
| 2位 | B | 埼玉パナソニックワイルドナイツ | 18 | 71 | 14 | 2 | 2 | 727 | 437 | 290 | 99 | 71 | 30 | 0 | 161 | 第14節でPO進出決定 | 準決勝敗退 (4位) |
| 3位 | B | クボタスピアーズ船橋・東京ベイ | 18 | 69 | 14 | 2 | 2 | 606 | 361 | 245 | 87 | 54 | 20 | 1 | 179 | 第14節でPO進出決定 | 準優勝 |
| 4位 | A | 静岡ブルーレヴズ | 18 | 63 | 14 | 0 | 4 | 616 | 504 | 112 | 91 | 64 | 11 | 0 | 223 | 第15節でPO進出決定 | 準々決勝敗退（5位） |
| 5位 | A | コベルコ神戸スティーラーズ | 18 | 51 | 10 | 0 | 8 | 642 | 509 | 133 | 93 | 69 | 13 | 0 | 219 | 第16節でPO進出決定 | 準決勝敗退 (3位) |
| 6位 | B | 東京サントリーサンゴリアス | 18 | 40 | 8 | 2 | 8 | 542 | 568 | -26 | 73 | 48 | 26 | 1 | 179 | 第17節最終戦「横浜E対神戸S」でPO進出決定 | 準々決勝敗退（6位） |
| 7位 | B | リコーブラックラムズ東京 | 18 | 33 | 6 | 0 | 12 | 504 | 521 | -17 | 71 | 46 | 19 | 0 | 201 | | ‐ |
| 8位 | A | 横浜キヤノンイーグルス | 18 | 30 | 6 | 0 | 12 | 518 | 566 | -48 | 73 | 54 | 15 | 0 | 187 | | ‐ |
| 9位 | A | 三菱重工相模原ダイナボアーズ | 18 | 26 | 6 | 0 | 12 | 436 | 653 | -217 | 61 | 43 | 15 | 0 | 232 | | ‐ |
| 10位 | B | トヨタヴェルブリッツ | 18 | 24 | 4 | 1 | 13 | 445 | 617 | -172 | 65 | 42 | 12 | 0 | 214 | | ‐ |
| 11位 | B | 三重ホンダヒート | 18 | 18 | 4 | 0 | 14 | 417 | 711 | -294 | 60 | 39 | 13 | 0 | 208 | 第17節で「11位・入替戦出場」が確定 | 残留 |
| 12位 | A | 浦安D-Rocks | 18 | 14 | 3 | 0 | 15 | 465 | 732 | -267 | 66 | 48 | 13 | 0 | 223 | 第17節で「12位・入替戦出場」が確定 | 残留 |
| | | | | | | | | | | | | | | | | | |
| - 勝ち点は、勝ち4点、引き分け2点、負け0点。 - ただし、7点差以内の負けは1点を付与、3トライ差以上での勝ちは追加で1点を付与。 - 同じ勝ち点である場合は下記の順番で順位を決定する。 1. 勝ち点 2. 勝利数 3. ①および②が同数であったチーム間の勝ち点 4. ①、②および③が同数であったチーム間の得失点差 5. 全試合の得失点差 6. 当該チーム間のトライ数 7. 全試合でのトライ数 8. 当該チーム間のトライ後のゴール数 9. 全試合でのトライ後のゴール数 10. 抽選 | - 勝ち点は、勝ち4点、引き分け2点、負け0点。 - ただし、7点差以内の負けは1点を付与、3トライ差以上での勝ちは追加で1点を付与。 - 同じ勝ち点である場合は下記の順番で順位を決定する。 1. 勝ち点 2. 勝利数 3. ①および②が同数であったチーム間の勝ち点 4. ①、②および③が同数であったチーム間の得失点差 5. 全試合の得失点差 6. 当該チーム間のトライ数 7. 全試合でのトライ数 8. 当該チーム間のトライ後のゴール数 9. 全試合でのトライ後のゴール数 10. 抽選 | - 勝ち点は、勝ち4点、引き分け2点、負け0点。 - ただし、7点差以内の負けは1点を付与、3トライ差以上での勝ちは追加で1点を付与。 - 同じ勝ち点である場合は下記の順番で順位を決定する。 1. 勝ち点 2. 勝利数 3. ①および②が同数であったチーム間の勝ち点 4. ①、②および③が同数であったチーム間の得失点差 5. 全試合の得失点差 6. 当該チーム間のトライ数 7. 全試合でのトライ数 8. 当該チーム間のトライ後のゴール数 9. 全試合でのトライ後のゴール数 10. 抽選 | - 勝ち点は、勝ち4点、引き分け2点、負け0点。 - ただし、7点差以内の負けは1点を付与、3トライ差以上での勝ちは追加で1点を付与。 - 同じ勝ち点である場合は下記の順番で順位を決定する。 1. 勝ち点 2. 勝利数 3. ①および②が同数であったチーム間の勝ち点 4. ①、②および③が同数であったチーム間の得失点差 5. 全試合の得失点差 6. 当該チーム間のトライ数 7. 全試合でのトライ数 8. 当該チーム間のトライ後のゴール数 9. 全試合でのトライ後のゴール数 10. 抽選 | - 勝ち点は、勝ち4点、引き分け2点、負け0点。 - ただし、7点差以内の負けは1点を付与、3トライ差以上での勝ちは追加で1点を付与。 - 同じ勝ち点である場合は下記の順番で順位を決定する。 1. 勝ち点 2. 勝利数 3. ①および②が同数であったチーム間の勝ち点 4. ①、②および③が同数であったチーム間の得失点差 5. 全試合の得失点差 6. 当該チーム間のトライ数 7. 全試合でのトライ数 8. 当該チーム間のトライ後のゴール数 9. 全試合でのトライ後のゴール数 10. 抽選 | - 勝ち点は、勝ち4点、引き分け2点、負け0点。 - ただし、7点差以内の負けは1点を付与、3トライ差以上での勝ちは追加で1点を付与。 - 同じ勝ち点である場合は下記の順番で順位を決定する。 1. 勝ち点 2. 勝利数 3. ①および②が同数であったチーム間の勝ち点 4. ①、②および③が同数であったチーム間の得失点差 5. 全試合の得失点差 6. 当該チーム間のトライ数 7. 全試合でのトライ数 8. 当該チーム間のトライ後のゴール数 9. 全試合でのトライ後のゴール数 10. 抽選 | - 勝ち点は、勝ち4点、引き分け2点、負け0点。 - ただし、7点差以内の負けは1点を付与、3トライ差以上での勝ちは追加で1点を付与。 - 同じ勝ち点である場合は下記の順番で順位を決定する。 1. 勝ち点 2. 勝利数 3. ①および②が同数であったチーム間の勝ち点 4. ①、②および③が同数であったチーム間の得失点差 5. 全試合の得失点差 6. 当該チーム間のトライ数 7. 全試合でのトライ数 8. 当該チーム間のトライ後のゴール数 9. 全試合でのトライ後のゴール数 10. 抽選 | - 勝ち点は、勝ち4点、引き分け2点、負け0点。 - ただし、7点差以内の負けは1点を付与、3トライ差以上での勝ちは追加で1点を付与。 - 同じ勝ち点である場合は下記の順番で順位を決定する。 1. 勝ち点 2. 勝利数 3. ①および②が同数であったチーム間の勝ち点 4. ①、②および③が同数であったチーム間の得失点差 5. 全試合の得失点差 6. 当該チーム間のトライ数 7. 全試合でのトライ数 8. 当該チーム間のトライ後のゴール数 9. 全試合でのトライ後のゴール数 10. 抽選 | - 勝ち点は、勝ち4点、引き分け2点、負け0点。 - ただし、7点差以内の負けは1点を付与、3トライ差以上での勝ちは追加で1点を付与。 - 同じ勝ち点である場合は下記の順番で順位を決定する。 1. 勝ち点 2. 勝利数 3. ①および②が同数であったチーム間の勝ち点 4. ①、②および③が同数であったチーム間の得失点差 5. 全試合の得失点差 6. 当該チーム間のトライ数 7. 全試合でのトライ数 8. 当該チーム間のトライ後のゴール数 9. 全試合でのトライ後のゴール数 10. 抽選 | - 勝ち点は、勝ち4点、引き分け2点、負け0点。 - ただし、7点差以内の負けは1点を付与、3トライ差以上での勝ちは追加で1点を付与。 - 同じ勝ち点である場合は下記の順番で順位を決定する。 1. 勝ち点 2. 勝利数 3. ①および②が同数であったチーム間の勝ち点 4. ①、②および③が同数であったチーム間の得失点差 5. 全試合の得失点差 6. 当該チーム間のトライ数 7. 全試合でのトライ数 8. 当該チーム間のトライ後のゴール数 9. 全試合でのトライ後のゴール数 10. 抽選 | - 勝ち点は、勝ち4点、引き分け2点、負け0点。 - ただし、7点差以内の負けは1点を付与、3トライ差以上での勝ちは追加で1点を付与。 - 同じ勝ち点である場合は下記の順番で順位を決定する。 1. 勝ち点 2. 勝利数 3. ①および②が同数であったチーム間の勝ち点 4. ①、②および③が同数であったチーム間の得失点差 5. 全試合の得失点差 6. 当該チーム間のトライ数 7. 全試合でのトライ数 8. 当該チーム間のトライ後のゴール数 9. 全試合でのトライ後のゴール数 10. 抽選 | - 勝ち点は、勝ち4点、引き分け2点、負け0点。 - ただし、7点差以内の負けは1点を付与、3トライ差以上での勝ちは追加で1点を付与。 - 同じ勝ち点である場合は下記の順番で順位を決定する。 1. 勝ち点 2. 勝利数 3. ①および②が同数であったチーム間の勝ち点 4. ①、②および③が同数であったチーム間の得失点差 5. 全試合の得失点差 6. 当該チーム間のトライ数 7. 全試合でのトライ数 8. 当該チーム間のトライ後のゴール数 9. 全試合でのトライ後のゴール数 10. 抽選 | - 勝ち点は、勝ち4点、引き分け2点、負け0点。 - ただし、7点差以内の負けは1点を付与、3トライ差以上での勝ちは追加で1点を付与。 - 同じ勝ち点である場合は下記の順番で順位を決定する。 1. 勝ち点 2. 勝利数 3. ①および②が同数であったチーム間の勝ち点 4. ①、②および③が同数であったチーム間の得失点差 5. 全試合の得失点差 6. 当該チーム間のトライ数 7. 全試合でのトライ数 8. 当該チーム間のトライ後のゴール数 9. 全試合でのトライ後のゴール数 10. 抽選 | - 勝ち点は、勝ち4点、引き分け2点、負け0点。 - ただし、7点差以内の負けは1点を付与、3トライ差以上での勝ちは追加で1点を付与。 - 同じ勝ち点である場合は下記の順番で順位を決定する。 1. 勝ち点 2. 勝利数 3. ①および②が同数であったチーム間の勝ち点 4. ①、②および③が同数であったチーム間の得失点差 5. 全試合の得失点差 6. 当該チーム間のトライ数 7. 全試合でのトライ数 8. 当該チーム間のトライ後のゴール数 9. 全試合でのトライ後のゴール数 10. 抽選 | - 勝ち点は、勝ち4点、引き分け2点、負け0点。 - ただし、7点差以内の負けは1点を付与、3トライ差以上での勝ちは追加で1点を付与。 - 同じ勝ち点である場合は下記の順番で順位を決定する。 1. 勝ち点 2. 勝利数 3. ①および②が同数であったチーム間の勝ち点 4. ①、②および③が同数であったチーム間の得失点差 5. 全試合の得失点差 6. 当該チーム間のトライ数 7. 全試合でのトライ数 8. 当該チーム間のトライ後のゴール数 9. 全試合でのトライ後のゴール数 10. 抽選 | - 勝ち点は、勝ち4点、引き分け2点、負け0点。 - ただし、7点差以内の負けは1点を付与、3トライ差以上での勝ちは追加で1点を付与。 - 同じ勝ち点である場合は下記の順番で順位を決定する。 1. 勝ち点 2. 勝利数 3. ①および②が同数であったチーム間の勝ち点 4. ①、②および③が同数であったチーム間の得失点差 5. 全試合の得失点差 6. 当該チーム間のトライ数 7. 全試合でのトライ数 8. 当該チーム間のトライ後のゴール数 9. 全試合でのトライ後のゴール数 10. 抽選 | - 上位6チームは、プレーオフへ進出。 - 1位と2位には、 プレーオフ1回戦が免除され、 準々決勝から出場するシード権が与えられる。 - 11位はDIVISION2の2位と、 12位はDIVISION2の1位と、 それぞれ入替戦を行う。 | - 上位6チームは、プレーオフへ進出。 - 1位と2位には、 プレーオフ1回戦が免除され、 準々決勝から出場するシード権が与えられる。 - 11位はDIVISION2の2位と、 12位はDIVISION2の1位と、 それぞれ入替戦を行う。 |
| | JAPAN RUGBY LEAGUE ONE 2024-25 順位表（2025年6月1日時点）出典： | 編集 | | | | | | | | | | | | | | | |

## 2025-26シーズンのスコッド
開幕前、2025-26シーズンでの選手登録までは、「チームに所属している選手」の一覧に過ぎないことに留意。
カテゴリA（日本代表の実績または資格あり）は、試合登録枠17名以上、同時出場可能枠11名以上。カテゴリB（日本代表の資格獲得見込み）は、試合登録枠・同時出場可能枠ともに任意。カテゴリC（他国代表歴あり等、カテゴリ A, B以外）は、試合登録枠3名以下。
埼玉パナソニックワイルドナイツの2025-26シーズンのスコッドは下記のとおり。2025年6月5日現在。2024-25シーズン後の勇退情報は未発表。
監督: ロビー・ディーンズ
| 選手                         | ポジション           | 身長  | 体重  | 誕生日（年齢）         | 登録区分  |
| ---------------------------- | -------------------- | ----- | ----- | ---------------------- | --------- |
| 木原優作                     | プロップ             | 176cm | 106kg | 2000年12月11日（24歳） | カテゴリA |
| ダニエル・ペレズ             | プロップ             | 185cm | 108kg | 1997年4月22日（28歳）  | カテゴリA |
| 新妻汰一                     | プロップ             | 187cm | 125kg | 1998年1月18日（27歳）  | カテゴリA |
| 藤井大喜                     | プロップ             | 183cm | 114kg | 1998年1月4日（27歳）   | カテゴリA |
| 古畑翔                       | プロップ             | 185cm | 118kg | 1996年12月10日（28歳） | カテゴリA |
| 平野翔平                     | プロップ             | 178cm | 120kg | 1993年8月3日（31歳）   | カテゴリA |
| クレイグ・ミラー             | プロップ             | 186cm | 116kg | 1990年10月29日（34歳） | カテゴリA |
| 稲垣啓太                     | プロップ             | 186cm | 116kg | 1990年6月2日（35歳）   | カテゴリA |
| ヴァルアサエリ愛             | プロップ             | 187cm | 115kg | 1989年5月7日（36歳）   | カテゴリA |
| タニエラ・ヴェア             | プロップ             | 184cm | 125kg | 2000年4月24日（25歳）  | カテゴリA |
| 石川槙人                     | プロップ             | 184cm | 115kg | 2002年10月6日（22歳）  | カテゴリA |
| リサラ・フィナウ             | プロップ             | 189cm | 125kg | 2002年6月20日（22歳）  | カテゴリA |
| 島田彪雅                     | フッカー             | 176cm | 102kg | 2000年6月16日（24歳）  | カテゴリA |
| 島根一磨                     | フッカー             | 175cm | 103kg | 1996年11月30日（28歳） | カテゴリA |
| 坂手淳史                     | フッカー             | 180cm | 104kg | 1993年6月21日（31歳）  | カテゴリA |
| 下釜優次                     | フッカー             | 178cm | 102kg | 1992年1月25日（33歳）  | カテゴリA |
| 佐藤健次                     | フッカー             | 177cm | 105kg | 2003年1月4日（22歳）   | カテゴリA |
| ルード・デヤハー             | ロック               | 206cm | 127kg | 1992年12月17日（32歳） | カテゴリC |
| リアム・ミッチェル           | ロック               | 197cm | 117kg | 1995年10月10日（29歳） | カテゴリB |
| 橋本吾郎                     | ロック               | 191cm | 103kg | 1999年7月23日（25歳）  | カテゴリA |
| ジャック・コーネルセン       | ロック               | 195cm | 110kg | 1994年10月13日（30歳） | カテゴリA |
| 宮川智海                     | ロック               | 191cm | 106kg | 1994年9月6日（30歳）   | カテゴリA |
| 吉沢拓海                     | ロック               | 194cm | 101kg | 2000年9月5日（24歳）   | カテゴリA |
| オッキー・バーナード         | ロック               | 200cm | 113kg | 2001年4月20日（24歳）  | カテゴリB |
| シュモック・オライオン       | ロック               | 181cm | 100kg | 2001年8月1日（23歳）   | カテゴリA |
| エセイ・ハアンガナ           | ロック               | 198cm | 120kg | 1999年4月21日（26歳）  | カテゴリA |
| 田島貫太郎                   | ロック               | 197cm | 105kg | 2003年2月26日（22歳）  | カテゴリA |
| ラクラン・ボーシェー         | フランカー           | 191cm | 104kg | 1994年11月16日（30歳） | カテゴリB |
| 福井翔大                     | フランカー/ナンバー8 | 186cm | 101kg | 1999年9月28日（25歳）  | カテゴリA |
| ベン・ガンター               | フランカー           | 195cm | 120kg | 1997年10月24日（27歳） | カテゴリA |
| 大西樹                       | フランカー           | 185cm | 98kg  | 1995年12月9日（29歳）  | カテゴリA |
| 長谷川崚太                   | フランカー           | 188cm | 100kg | 1993年5月12日（32歳）  | カテゴリA |
| 布巻峻介                     | フランカー           | 178cm | 98kg  | 1992年7月13日（32歳）  | カテゴリA |
| ゼイビア・スタワーズ         | フランカー           | 196cm | 114kg | 2003年7月28日（21歳）  | カテゴリB |
| ユアン・ウィルソン           | フランカー/ナンバー8 | 190cm | 108kg | 2001年4月18日（24歳）  | カテゴリA |
| ヴィリアミ・アフ・カイポウリ | ナンバー8            | 189cm | 115kg | 1997年9月28日（27歳）  | カテゴリA |
| 延原秀飛                     | ナンバー8            | 182cm | 103kg | 2001年12月6日（23歳）  | カテゴリA |
| 谷山隼大                     | ナンバー8            | 184cm | 95kg  | 2001年12月10日（23歳） | カテゴリA |
| 本堂杏虎                     | スクラムハーフ       | 169cm | 85kg  | 1998年11月9日（26歳）  | カテゴリA |
| 小山大輝                     | スクラムハーフ       | 171cm | 74kg  | 1994年10月31日（30歳） | カテゴリA |
| 高城佑太                     | スクラムハーフ       | 162cm | 64kg  | 1993年10月21日（31歳） | カテゴリA |
| 萩原周                       | スクラムハーフ       | 173cm | 77kg  | 2001年7月13日（23歳）  | カテゴリA |
| 李錦寿                       | スクラムハーフ       | 175cm | 82kg  | 2002年9月5日（22歳）   | カテゴリA |
| 山沢京平                     | スタンドオフ         | 176cm | 84kg  | 1998年8月17日（26歳）  | カテゴリA |
| 山沢拓也                     | スタンドオフ         | 176cm | 84kg  | 1994年9月21日（30歳）  | カテゴリA |
| 金田瑛司                     | スタンドオフ         | 174cm | 84kg  | 1993年5月14日（32歳）  | カテゴリA |
| ジョシュア・ノーラ           | ウイング             | 180cm | 80kg  | 1996年6月11日（28歳）  | カテゴリA |
| 川崎清純                     | ウイング             | 191cm | 103kg | 1999年6月17日（25歳）  | カテゴリA |
| マリカ・コロインベテ         | ウイング             | 182cm | 96kg  | 1992年7月26日（32歳）  | カテゴリC |
| 新井翼                       | ウイング             | 175cm | 88kg  | 1997年7月14日（27歳）  | カテゴリA |
| 竹山晃暉                     | ウイング             | 175cm | 87kg  | 1996年9月25日（28歳）  | カテゴリA |
| 梶伊織                       | ウイング             | 170cm | 75kg  | 1992年1月30日（33歳）  | カテゴリA |
| モーリス・マークス           | ウイング             | 180cm | 90kg  | 2001年4月24日（24歳）  | カテゴリA |
| 齊藤誉哉                     | センター             | 181cm | 93kg  | 2001年1月2日（24歳）   | カテゴリA |
| ダミアン・デアレンデ         | センター             | 190cm | 105kg | 1991年11月25日（33歳） | カテゴリC |
| 長田智希                     | センター             | 179cm | 90kg  | 1999年11月25日（25歳） | カテゴリA |
| ヴィンス・アソ               | センター             | 185cm | 90kg  | 1995年1月5日（30歳）   | カテゴリB |
| ディラン・ライリー           | センター             | 187cm | 102kg | 1997年5月2日（28歳）   | カテゴリA |
| 丹治辰碩                     | フルバック           | 184cm | 91kg  | 1996年11月19日（28歳） | カテゴリA |
| 野口竜司                     | フルバック           | 177cm | 83kg  | 1995年7月15日（29歳）  | カテゴリA |
| 谷口宜顕                     | フルバック           | 172cm | 80kg  | 2001年11月20日（23歳） | カテゴリA |
| トム・パートン               | フルバック/ウイング  | 178cm | 90kg  | 1998年2月2日（27歳）   | カテゴリC |

## チーム関係者
- 大塚卓夫 - 創設者、元 部長兼総監督
- 山本巌 - 初代監督
- 土田雅人 - シニアディレクター
- エディー・ジョーンズ（前ヘッドコーチ (HC) および前日本代表HC、現イングランド代表HC） - ディレクター・オブ・ラグビー（コンサルティング）
- 田中澄憲 - ゼネラルマネージャー
- 脇健太 - チームディレクター
- ミルトンヘイグ - 監督
- 田原耕太郎 - コーチングコーディネーター 兼 アシスタントコーチ

## 過去の所属選手
- 稲垣純一
- 浜本剛志
- 松尾尚城
- 小西義光
- 井上雅浩
- 本城和彦
- 大貫慎二
- 吉野俊郎
- 葛西祥文
- 土田雅人
- 村井成人
- 栗原誠治
- 益留雄二
- 武田三郎
- 沖土居稔
- 今駒憲二
- 山本俊嗣
- 清宮克幸
- 今泉清
- 永友洋司
- 武山哲也
- 牟田至
- 坂田正彰
- 長谷川慎
- 中村直人
- マックスウェル・オルソン
- グレン・エニス
- ジョン・ハッチンソン
- 沢木敬介
- 大久保直弥
- 脇健太
- 大久保尚哉
- 栗原徹
- 元吉和中
- 早野貴大
- 吉田尚史
- 山岡俊
- 田中澄憲
- ジェミー・ワシントン
- アラマ・イエレミア
- 田原耕太郎
- 山下大悟
- ハビリロッキー
- ジャック・タラント
- トッド・クレバー
- サイモン・メイリング
- ジョージ・グレーガン
- ウチ・オドゥーザ
- トマシ・ソンゲタ
- 尾﨑章
- 菅藤心
- ハレ・ティーポレ
- 東野憲照
- 高谷順二
- 林仰
- 長谷川圭太
- 前田航平
- 藤原丈嗣
- 柳原瑞樹
- 小田龍司
- 田原太一
- 新田浩一
- 萩澤正太
- シン・ドンウォン
- 小野澤宏時
- ピーター・ヒューワット
- 平浩二
- ライアン・ニコラス
- 上村康太
- 宮本賢二
- 岸和田玲央
- 野村直矢
- 池谷陽輔
- 佐々木隆道
- スカルク・バーガー
- 鈴木亮大郎
- トゥシ・ピシ
- 成田秀悦
- フーリー・デュプレア
- リシケシュ・ペンゼ
- 有賀剛
- 阪本圭輔
- 篠塚公史
- スティーブン・ドナルド
- 長野直樹
- クリスチャン・リアリーファノ
- ジャスティン・ダウニー
- ナイジェル・アーウォン
- ソロモン・ティーポレ
- 辻本雄起
- 森山雄
- 青木佑輔
- ジョージ・スミス
- 竹本隼太郎
- 日和佐篤
- 宮本啓希
- デレック・カーペンター
- 仲村慎祐
- 畠山健介
- 寺田大樹
- クリス・アルコック
- マット・ルーカス
- キャンベル・マグネイ
- 長友泰憲
- 仲宗根健太
- 真壁伸弥
- 大島佐利
- 芦田一顕
- 竹下祥平
- 竹本竜太郎
- ジョー・ウィーラー
- 小野晃征
- マット・ギタウ
- 松井千士
- 加藤広人
- 西川征克
- ジョーダン・スマイラー
- リチャード・ジャッド
- ボーデン・バレット
- ウィル・チャンバー
- 梶村祐介
- 金井健雄
- セミセ・タラカイ
- 北出卓也
- ジョー・ラタ
- ジョシュア・スタンダー
- 成田秀平
- 村田大志
- ダミアン・マッケンジー
- 須藤元樹
- 祝原涼介
- 中村駿太
- トム・サベッジ
- 小澤直輝
- トム・サンダース
- テビタ・タタフ
- ショーン・マクマーン
- アーロン・クルーデン
- 田村熙
- テビタ・リー
- サム・ケレビ
- 塚本健太

【2024年5月退団】
- フェインガ・ファカイ
- 辻雄康
- ツイヘンドリック
- 齋藤直人
- ニコラス・サンチェス
- メフィ・トゥポウ

【2025年6月退団】
- 石原慎太郎
- ウィリアム・ヘイ
- ブラッドリー・クーン
- 土一海人
- ロックラン・オズボーン
- トレヴァ・ホゼア
- カラム・マクドナルド
- シオネ・ラベマイ
- タマティ・イオアネ
- 木村貴大
- 岡新之助タフォキタウ
- ジョー・カマナ
- シオネ・タプオシ
- 中靏隆彰
- トニー・アロフィポ
- 森谷圭介